# مشاور (فیلم)
مشاور (به انگلیسی: The Counselor) عنوان فیلمی است با ژانر جنایی، غم‌انگیز، هیجان انگیز ساخت کشور آمریکا که در ۲۵ اکتبر ۲۰۱۳ در آمریکا به نمایش درآمد. کارگردان این فیلم ریدلی اسکات و بازیگران آن مایکل فاسبندر، کامرون دیاز، برد پیت و پنلوپه کروز می‌باشند.

## خلاصه داستان
یک حقوقدان محترم و قابل اعتماد (مایکل فاسبندر) مدتی است که درگیر یک عشق طوفانی با دوست دختر جذاب اش به نام لورا (پنه لوپه کروز) شده و اخیراً هم تصمیم به ازدواج با وی گرفته‌است. اما حقوقدان برای ساختن بهترین‌ها در زندگی مشترکش نیازمند پول هنگفتی هست و به همین جهت در یک حرکت عجیب، تصمیم می‌گیرد تا در یک معامله پرسود مواد مخدر که یکی از دوستان اش به نام رینر (خاویر باردم) ترتیب داده، مشارکت کند. نقشه وکیل برای انجام این معامله پر سود بی نقص به نظر می‌رسد اما بر اثر یک اتفاق، تمام نقشه این معامله شکست می‌خورد و حالا جان وکیل و رینر و دوستانش و حتی لورا نیز در خطر است…